# Ron Meighan
Ron James Meighan (Kanada, Québec, Montréal, 1963. május 26. –) kanadai jégkorongozó.

## Karrier
Komolyabb junior karrierjét az Ontario Major Junior Hockey League-ben kezdte 1979-ben. A Niagara Falls Flyersban játszott három idényt. Az 1981-es NHL-drafton választotta ki a Minnesota North Stars csapata az első kör 13. helyén miután nagyon jól játszott junior védőként. A North Starsban csak hét mérkőzésen lépett jégre az 1981–1982-es idényben. A következő idényben még az OHL-ben játszott (North Bay Centennials) majd a szezon közben a Pittsburgh Penguinshez került. Utolsó idényét a Baltimore Skipjacksben töltötte amely American Hockey League-es csapat.

## Díjai
- Max Kaminsky-trófea: 1982
- OHL Első All-Star Csapat: 1982

## Karrier statisztika
| 1979–1980             | Niagara Falls Flyers  | OMJHL                 | 61  | 3  | 10  | 13  | 20  | — | — | — | — | — |
| 1980–1981             | Niagara Falls Flyers  | OHL                   | 63  | 8  | 27  | 35  | 92  | — | — | — | — | — |
| 1981–1982             | Niagara Falls Flyers  | OHL                   | 58  | 27 | 41  | 68  | 85  | 4 | 0 | 4 | 4 | 9 |
| 1981–1982             | Minnesota North Stars | NHL                   | 7   | 1  | 1   | 2   | 2   | — | — | — | — | — |
| 1982–1983             | North Bay Centennials | OHL                   | 29  | 19 | 22  | 41  | 30  | — | — | — | — | — |
| 1982–1983             | Pittsburgh Penguins   | NHL                   | 41  | 2  | 6   | 8   | 16  | — | — | — | — | — |
| 1983–1984             | Baltimore Skipjacks   | AHL                   | 75  | 4  | 16  | 20  | 36  | — | — | — | — | — |
| OMJHL/OHL Összesített | OMJHL/OHL Összesített | OMJHL/OHL Összesített | 211 | 57 | 100 | 157 | 227 | 4 | 0 | 0 | 4 | 9 |
| NHL Összesített       | NHL Összesített       | NHL Összesített       | 48  | 3  | 7   | 10  | 18  | — | — | — | — | — |